# Record de France de natation messieurs du 400 mètres nage libre
Le record de France de natation sportive messieurs pour l'épreuve du 400 mètres nage libre concerne les records obtenus par les athlètes dans cette épreuve en bassin de 50 et 25 mètres.

## En bassin de 50 m
| Temps          | Athlète             | Naissance | Âge | Club                      | Compétition                       | Lieu        | Date              |
| -------------- | ------------------- | --------- | --- | ------------------------- | --------------------------------- | ----------- | ----------------- |
| 3 min 53 s 62  | Franck Iacono       | 1966      | 21  | Racing club de France     | Championnats d'Europe             | Strasbourg  | 21 août 1987      |
| 3 min 52 s 12  | Christophe Marchand | 1970      | 20  | Racing club de France     | Championnats de France            | La Rochelle | 22 mars 1990      |
| 3 min 51 s 80  | Nicolas Rostoucher  | 1981      | 19  | Mulhouse Olympic Natation | Jeux olympiques                   | Sydney      | 16 septembre 2000 |
| 3 min 51 s 11  | Nicolas Rostoucher  | 1981      | 21  | Mulhouse Olympic Natation | Championnats d'Europe             | Berlin      | 29 juillet 2002   |
| 3 min 49 s 35  | Nicolas Rostoucher  | 1981      | 22  | Mulhouse Olympic Natation |                                   | Coolangatta | 23 novembre 2003  |
| 3 min 49 s 00  | Nicolas Rostoucher  | 1981      | 24  | Mulhouse Olympic Natation | Championnats du monde             | Montréal    | 24 juillet 2005   |
| 3 min 48 s 08  | Nicolas Rostoucher  | 1981      | 25  | Mulhouse Olympic Natation | Championnats d'Europe (s)         | Budapest    | 31 juillet 2006   |
| 3 min 47 s 04  | Nicolas Rostoucher  | 1981      | 25  | Mulhouse Olympic Natation | Championnats d'Europe (f)         | Budapest    | 31 juillet 2006   |
| 3 min 46 s 28  | Nicolas Rostoucher  | 1981      | 28  | CS Clichy 92              | Championnats de France (f)        | Montpellier | 24 avril 2009     |
| 3 min 46 s 26, | Yannick Agnel       | 1992      | 18  | Olympic Nice Natation     | Championnats d'Europe juniors (f) | Helsinki    | 14 juillet 2010   |
| 3 min 46 s 17  | Yannick Agnel       | 1992      | 18  | Olympic Nice Natation     | Championnats d'Europe (f)         | Budapest    | 9 août 2010       |
| 3 min 43 s 85  | Yannick Agnel       | 1992      | 19  | Olympic Nice Natation     | Championnats de France (f)        | Strasbourg  | 23 mars 2011      |

## En bassin de 25 m
| Temps            | Athlète             | Naissance | Âge | Club                      | Compétition                | Lieu                 | Date             |
| ---------------- | ------------------- | --------- | --- | ------------------------- | -------------------------- | -------------------- | ---------------- |
| 3 min 47 s 01    | Stéphan Caron       | 1966      | 22  | Club des Vikings de Rouen |                            | Boulogne-Billancourt | 6 février 1988   |
| 3 min 46 s 72    | Christophe Marchand | 1970      | 24  | ES Massy Natation         | Championnats interclubs    | Boulogne-Billancourt | 18 décembre 1994 |
| 3 min 45 s 75    | Guy-Noël Schmitt    | 1983      | 18  | ASPTT Strasbourg          |                            | Berlin               | 20 janvier 2001  |
| 3 min 44 s 32    | Nicolas Rostoucher  | 1981      | 20  | Mulhouse Olympic Natation | Championnats d'Europe      | Anvers               | 13 décembre 2001 |
| 3 min 42 s 06    | Nicolas Rostoucher  | 1981      | 22  | Mulhouse Olympic Natation | Coupe du monde (f)         | Melbourne            | 28 novembre 2003 |
| 3 min 41 s 42    | Yannick Agnel       | 1992      | 18  | Olympic Nice Natation     | Coupe du monde (f)         | Stockholm            | 6 novembre 2010  |
| 3 min 39 s 91    | Yannick Agnel       | 1992      | 18  | Olympic Nice Natation     | Championnats de France (f) | Chartres             | 5 décembre 2010  |
| 3 min 32 s 25 RM | Yannick Agnel       | 1992      | 20  | Olympic Nice Natation     | Championnats de France     | Angers               | 15 novembre 2012 |